# Olimpio (magister officiorum)
Olimpio (latino: Olympius; ... – 409/410) è stato un funzionario romano e membro della corte imperiale sotto l'imperatore d'Occidente Onorio; causò la caduta e la morte del generale Stilicone.

## Biografia
Cristiano e originario della regione del Mar Nero, dovette la sua segnalazione all'imperatore al generale di origine vandala Stilicone; cionondimeno, fu Olimpio a progettare la caduta di Stilicone e fu responsabile della sua morte.
Nel 408, anno in cui ricopriva una carica a palazzo, incitò alla rivolta le truppe romane di stanza a Ticinum, a seguito della quale, il 13 agosto di quell'anno, molti ufficiali che erano legati a Stilicone trovarono la morte. Inviò poi l'ordine di arrestare Stilicone alle truppe di stanza a Ravenna; il generale fu arrestato e messo a morte il 22 agosto.
Dopo la morte di Stilicone, Olimpio divenne il personaggio più potente alla corte imperiale: prese per sé il rango di Magister officiorum (a Ticinum era morto anche il suo predecessore, Nemorio) e mise dei propri uomini alla guida dell'amministrazione civile e dell'esercito, dai quali allontanò gli uomini legati al defunto generale, perseguitandoli.
Agostino d'Ippona, che era al corrente della sua promozione a magister officiorum ma non ne conosceva le circostanze, gli scrisse due lettere, nella seconda delle quali chiedeva la conferma della legislazione anti-donatista.
Il comandante goto Alarico, legato da vincoli militari a Stilicone, assediò prima Ravenna, inutilmente, e poi Roma; all'inizio del 409 alcuni inviati del Senato romano si recarono dall'imperatore a Ravenna, chiedendo di accettare le condizioni di Alarico per togliere l'assedio. Olimpio, oppositore del dialogo coi Goti, riuscì a far fallire questo tentativo diplomatico (due degli inviati del Senato, Ceciliano e Prisco Attalo, furono nominati Prefetto del pretorio d'Italia e Comes sacrarum largitionum, rispettivamente, per volere di Olimpio). Poco tempo dopo, inviò uno squadrone di 300 Unni contro i Goti di Ataulfo, 1.000 dei quali perirono nello scontro nei pressi di Pisa. Qualche tempo dopo, però, dietro consiglio degli eunuchi di corte fu deposto; trovò riparo in Dalmazia.
Qualche tempo dopo, tra il 409 e il 410, fu brevemente nominato Magister officiorum per la seconda volta, ma fu deposto ancora una volta e bastonato a morte per ordine di Costanzo per il suo coinvolgimento nella caduta di Stilicone.